# Prayag Raj
Pour les articles homonymes, voir RAJ.
Prayag Raj est un acteur, scénariste, réalisateur, assistant réalisateur, et compositeur indien

## Filmographie

### Acteur
- 1948 : Aag
- 1951 : Awaara
- 1963 : The Housebolder
- 1965 : Jab Jab Phool Khile
- 1965 : Shakespeare Wallah
- 1969 : The Guru
- 1970 : Sachaa Jhutha
- 1970 : Bombay Talkie
- 1993 : In Custody
- 1999 : Cotton Mary

### Scénariste
- 1968 : Jhuk Gaya aasman
- 1970 : Sachaa Jhutha
- 1972 : Raampur Ka Laksshman
- 1973 : Aa Gale Lag Jaa
- 1974 : Roti
- 1975 : Ponga Pandit
- 1975 : Dharam Karam
- 1977 : Parvarish
- 1977 : Dharam Veer
- 1977 : Chacha Bhatija
- 1977 : Amar Akbar Anthony
- 1979 : Suhaag
- 1981 : Naseeb
- 1982 : Dash Premee
- 1983 : Coolie
- 1985 : Geraftaar
- 1985 : Mard
- 1986 : Allah Rakha
- 1987 : Hifazat
- 1988 : Gangaa Jamunaa saraswathi
- 1989 : Gair Kaanooni
- 1991 : Qurbani Rang Layegi
- 1991 : Inspector Dhanush
- 1991 : Ajooba
- 1993 : Gurudev
- 1997 : Deewana Mastana
- 2007 : Zamaanat

### Réalisateur
- 1974 : Paap Aur Punya
- 1974 : Insaaniyat
- 1975 : Ponga Pandit
- 1977 : Chor Sipahee
- 1983 : Coolie
- 1985 : Geraftaar
- 1987 : Hifazat
- 1989 : Gair Kaanooni

### Assistant réalisateur
- 1962 : Professor
- 1963 : The Householder
- 1965 : Shakespeare Wallah
- 1991 : Ajooba

### Compositeur
- 1983 : Coolie